# Carlos Pérez (futbolista colombiano)
Carlos Alberto Pérez Gutiérrez (Barranquilla, Colombia; 12 de diciembre de 1977) es un exfutbolista y entrenador colombiano. Jugaba como portero. Actualmente dirige a la Selección Atlántico y asiste a Nelson Abadía en la Selección femenina de fútbol de Colombia.

## Trayectoria
Comenzó como futbolista en las divisiones inferiores de Santa Fe pero su carrera como profesional comenzó en 2000, cuando fue transferido a Junior.
Aunque jugó 8 años en el Junior, nunca llegó a consolidarse como titular ya que otros arqueros que vienen como refuerzos le han ganado el puesto. En el Torneo Apertura 2008 de la Primera A, fue titular muchas fechas hasta que se lesionó y fue sustituido por Didier Muñoz.
A comienzos de 2009 fue cedido en préstamo por un año al Atlético Bucaramanga, equipo recién descendido a la Primera B colombiana. Para el segundo semestre del 2009 volvió a Junior sin jugar un solo partido. Para la temporada 2010 es contratado por Atlético Nacional ante la lesión de Eduardo Blandón.A final del año sale del equipo junto a otros jugadores.

## Clubes

### Como jugador
| Club                 | País                | Año                 | PJ  |
| -------------------- | ------------------- | ------------------- | --- |
| Junior               | Colombia            | 2000-2009           | 76  |
| Atlético Bucaramanga | Colombia            | 2009                | 20  |
| Atlético Nacional    | Colombia            | 2010                | 1   |
| Uniautónoma          | Colombia            | 2011-2012           | 84  |
| Jaguares de Córdoba  | Colombia            | 2013                | 40  |
| Llaneros             | Colombia            | 2014-2015           | 67  |
| Total en su Carrera  | Total en su Carrera | Total en su Carrera | 288 |

### Como asistente (preparador de arqueros)
| Club                           | País     | Año           | Asistente de    |
| ------------------------------ | -------- | ------------- | --------------- |
| Selección masculina Sub-17     | Colombia | 2018-2022     | Héctor Cárdenas |
| Selección femenina sub-17      | Colombia | 2022-presente | Carlos Paniagua |
| Selección femenina sub-20      | Colombia | 2022-presente | Carlos Paniagua |
| Selección Femenina de Colombia | Colombia | 2023-presente | Nelson Abadía   |

### Como formador
| Club                | País     | Año             |
| ------------------- | -------- | --------------- |
| Selección Atlántico | Colombia | 2017 - Presente |

## Palmarés

### Torneos nacionales
| Título              | Club   | País     | Año  |
| ------------------- | ------ | -------- | ---- |
| Torneo Finalización | Junior | Colombia | 2004 |

## Plano personal

### Condecoración
Carlos "Enfermero" Pérez, fue homenajeado en el año 2022 por el alcalde de aquel momento de la ciudad de Barranquilla, Jaime Pumarejo, por haber conseguido como asistente técnico el subcampeonato del mundo sub-17 en la categoría femenina.

### Otras actividades
Carlos Pérez es administrador de empresas, especializado en fundamentos de negocios de la Universidad de los Andes. Ha estado vinculado a la empresa Fútbol con corazón (FCC) desde sus inicios en 2006 y es, desde 2017, su director ejecutivo en Bogotá. Esta entidad, fundada en Barranquilla, Colombia opera además en Panamá,  EUA, Costa Rica, Argentina y Ecuador.  FCC promueve la educación socioemocional de niños y jóvenes de los dos sexos, a través del fútbol, para facilitar la toma acertada de decisiones de vida; FCC brinda herramientas pedagógicas a maestros, entrenadores o líderes, para generar estrategias de aprendizaje que les permita replicar la metodología desarrollada por FCC; además, FCC desarrolla proyectos de alto impacto social hechos a la media, los cuales permiten articular comunidades, instituciones y gobiernos locales.